# Chromis insolata
Chromis insolata är en fiskart som först beskrevs av Cuvier, 1830.  Chromis insolata ingår i släktet Chromis och familjen Pomacentridae. Inga underarter finns listade i Catalogue of Life.